# L'Homme de San Carlos
Pour plus de détails, voir Fiche technique et Distribution.
L'Homme de San Carlos (Walk the proud Land) est un film américain de Jesse Hibbs sorti en 1956.

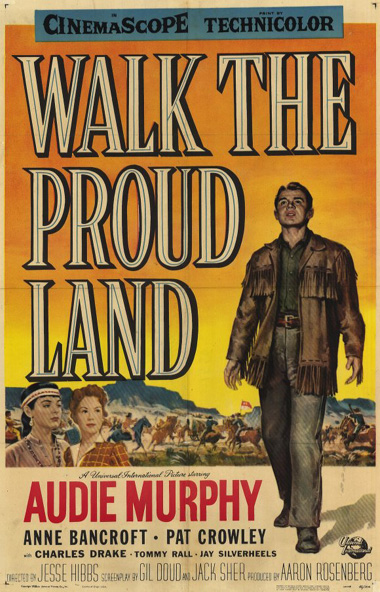

## Synopsis
Le pasteur John Philip Clum, agent aux affaires indiennes, tente une nouvelle stratégie de paix avec les Apaches basée davantage sur leur autonomie que sur la soumission de l'armée. Il parvient (imprécis) également les chefs indiens tels que Geronimo mais, en même temps (inc, décline l'amour d'une Squaw et lui préfère son épouse légitime…

## Fiche technique
- Titre original : Walk the Proud Land
- Réalisation : Jesse Hibbs
- Scénario : Gil Doud et Jack Sher d'après la biographie de Woodworth Clum[1]
- Directeur de la photographie : Harold Lipstein
- Montage : Sherman Todd
- Costumes : Bill Thomas
- Production : Aaron Rosenberg
- Genre : Film biographique, Western, Drame
- Société de production  : Old Tucson Studios
- Pays de production :  États-Unis
- Durée : 89 minutes
- Dates de sortie :
  - États-Unis : septembre 1956
  - France : 1er février 1957

## Distribution
- Audie Murphy (VF : Jacques Thébault) : John Philip Clum
- Anne Bancroft : Tianay
- Pat Crowley (VF : Joëlle Janin) : Mary Dennison
- Charles Drake (VF : Michel André) : Tom Sweeny
- Tommy Rall (VF : Serge Sauvion) : Taglito
- Robert Warwick (VF : Allain-Dhurthal) : Chef Eskiminzin
- Jay Silverheels (VF : Georges Aminel) : Geronimo
- Eugene Mazzola (VF : Jacky Gencel) : Tono
- Anthony Caruso (VF : Jean Violette) : Disalin
- Victor Millan (VF : Hubert Noël) : Santos
- Ainslie Pryor (VF : Jean-Claude Michel) : Capt. Larsen
- Eugene Iglesias : Chato
- Morris Ankrum (VF : Maurice Dorléac) : Gen. Wade
- Addison Richards (VF : Jacques Berlioz) : Gouv. Safford
- Maurice Jara : Alchise
- John Pickard (VF : Émile Duard) : le Shérif de Tuscon
- Natividad Vacío (VF : Roger Rudel) : Compos, le guitariste mexicain
- Ed Hinton (VF : Claude Bertrand) : Naylor
- Jack Lomas (VF : Yves Brainville) : Snyder, l'assistant du gouverneur
- Jack Mather (VF : Richard Francœur) : M. Chandler
- John Pickard (VF : Émile Duard) : le shérif de Tucson
- Grant Williams (VF : Jacques Degor) : Woodworth Clum, le narrateur

## Accueil
Le film a un pointage de 0% basé sur 6 critiques sur Rotten Tomatoes, avec une moyenne de 4,7/10. En revanche, le score d'audience du même site, basé sur moins de 50 votes, est plus élevé avec 67%.